# Herbert Fryer
Herbert Fryer (Londres, 21 de maig de 1877 – 7 de febrer de 1957) fou un pianista, compositor i professor anglès.
Estudià en la seva capital natal i entre altres mestres va tenir en Ferruccio Busoni. Es presentà en públic per primera vegada el 1898 i el mateix any donà 40 concerts, viatjant després per Europa i Amèrica, ja sol, ja com acompanyant de Jan Kubelík.
Formà part del Quartet Kneisel, i en esclatar la guerra de 1914-18 era professor de l'Institut musical de Nova York, retornant al seu país per allistar-se en l'exèrcit.
Entre les seves composicions hi figuren: Suite, per a piano; tres Preludis i Peces per aquest instrument, així com melodies vocals. A més, se li deuen, Hints on pianoforte Practice. El 1924 era professor de piano del Reial Col·legi de Música de Londres, on entre d'altres alumnes tingué G. Malcolm.